# Air Sialang Hulu
Air Sialang Hulu is een bestuurslaag in het regentschap Aceh Selatan van de provincie Atjeh, Indonesië. Air Sialang Hulu telt 378 inwoners (volkstelling 2010).